# フレンズ (第2シーズン)
デヴィッド・クレーンとマルタ・カウフマン発案によるアメリカ合衆国のシットコム『フレンズ』の第2シーズンは、1995年9月21日にNBCで放送が始まった。『フレンズ』はブライト/カウフマン/クレーン・プロダクションズによりワーナー・ブラザース・テレビジョンの協力の下で製作された。第2シーズンは全24話構成であり、1996年5月16日に最終回を迎えた。

## キャストとキャラクター
| - レイチェル・グリーン - ジェニファー・アニストン - モニカ・ゲラー - コートニー・コックス - フィービー・ブッフェ - リサ・クドロー - ジョーイ・トリビアーニ - マット・ルブランク - チャンドラー・ビング - マシュー・ペリー - ロス・ゲラー - デヴィッド・シュワイマー - ジュリー - ローレン・トム - トリガーさん - マイク・ハガティ - リチャード・バーク - トム・セレック - エディー・メネテック - アダム・ゴールドバーグ - キャロル・ウィリック - ジェーン・シベット - スーザン・バンチ - ジェシカ・ヘクト - エステル・レナード - ジューン・ゲイブル - ガンター - ジェームズ・マイケル・タイラー | - ジャニス・リットマン - マギー・フィーラー - パウロ - コジモ・ファスコ - サンドラ・グリーン - マーロ・トーマス - レオナルド・グリーン - ロン・リーブマン - ジャック・ゲラー - エリオット・グールド - ジュディ・ゲラー - クリスティナ・ピックルズ - ネアカのボビー - ヴィンセント・ヴェントレスカ - フランク・ブッフェ・Jr - ジョヴァンニ・リビシ - ラテン男（トッド） - ジョエル・ビーソン - ジェード - ブリトニー・パウエル - スティーヴン・フィッシュマン - クリス・ヤング - ダンカン - スティーヴ・ザーン - 本人役 - ジャン＝クロード・ヴァン・ダム - スージー - ジュリア・ロバーツ - ライアン - チャーリー・シーン - ステファニー・シファー - クリッシー・ハインド - マイケル - アリー・グロス - ラスタッターさん - マイケル・マッキーン - ロブ・ドネン - クリス・アイザック - アナベル - エミリー・プロクター - テリー - マックス・ライト - エイドルマンさん - フィル・リーズ - エリカ - ブルック・シールズ - 飼育係 - フレッド・ウィラー - 動物園長 - ダン・カステラネタ - 赤ん坊の匂いを嗅ぐ女性 - リー・トンプソン |

## エピソード
| 通算 話数 | シーズン 話数 | タイトル                                                                 | 監督                     | 脚本                                                                        | 放送日         | 製作 番号    | US視聴者数 (百万人) |
| --- | ------------- | ------------------------------------------------------------------------ | ------------------------ | --------------------------------------------------------------------------- | -------------- | ------------ | ------------------- |
| 25 | 1             | "ロスの新しい恋人" "The One with Ross's New Girlfriend"                  | マイケル・レンベック     | ジェフリー・アストロフ & マイク・シコウィッツ                               | 1995年9月21日  | 457301       | 32.1                |
| レイチェルはロスに想いを伝えるために空港で待つが、帰国した彼はチャンドラーのアドバイスに従って新しいガールフレンドのジュリー（ローレン・トム）を連れている。チャンドラーはロスにレイチェルを乗り越えるようにアドバイスをした後にレイチェルにロスの想いを暴露したために罪悪感に苛まれる。ジョーイとチャンドラーがフィービーに髪を切ってもらったのを見てモニカも彼女に頼むが、変な髪型になってしまう。スーツが必要なチャンドラーはジョーイが勧める仕立屋に行くが、そこで彼は職人から測定作業のどさくさに性器を触られる。チャンドラーはこの件をジョーイに抗議するが、ジョーイはそれが正式な測定方法だと主張する。ロスが皆にジュリーにことを話すほどレイチェルはますます悩み、元恋人のパウロと寝てしまうほど動揺する。                                                                                           |               |                                                                          |                          |                                                                             |                |              |                     |
| 26 | 2             | "父とおチチ" "The One with the Breast Milk"                              | マイケル・レンベック     | アダム・チェイス & アイラ・アンガーライダー                                 | 1995年9月28日  | 457302       | 29.8                |
| 男性陣はベンに母乳を与えるキャロルを見てうろたえ、さらにジョーイとフィービーが試飲することで状況は悪化する。レイチェルはモニカとジュリーが仲良くしているのを知って不快感を抱く。ジョーイは美人の同僚（エミリー・プロクター）を巡って仲間と張り合う。 |               |                                                                          |                          |                                                                             |                |              |                     |
| 27 | 3             | "迷惑な遺産相続" "The One Where Heckles Dies"                            | ケヴィン・S・ブライト    | マイケル・カーティス & グレゴリー・S・マリンズ                              | 1995年10月5日  | 457303       | 30.2                |
| チャンドラーは鼻の穴が大きすぎるのを理由にガールフレンドと別れるが、実は彼は真剣な交際から逃れようとしているのであった。レイチェルとモニカの下の部屋にするヘックルさんが亡くなり、彼は遺言でうるさい隣人である彼女らに所有物を全て譲る。チャンドラーは自分とヘックルさん人生の不気味な類似性を発見する。ロスとフィービーは進化論の正当性をめぐって論争を起こす。ヘックルさんのように孤独死したくないチャンドラーはジャニスと復縁しようと思って電話するが、彼女は既に別の男の子を妊娠していたことが判明する。 |               |                                                                          |                          |                                                                             |                |              |                     |
| 28 | 4             | "フィービーが電撃結婚!?" "The One with Phoebe's Husband"                 | ゲイル・マンキューソ     | アレクサ・ジャンジ                                                          | 1995年10月12日 | 457305       | 28.1                |
| 一同はフィービーがグリーンカードを欲しがるゲイのカナダ人のダンカン（スティーヴ・ザーン）と結婚していたことを知って驚く。フィービーは未だに彼に片想いしていたが、彼は実はゲイでは無かったことを自覚し、他の女性と結婚するために離婚を申し出る。ジョーイはかつてポルノ映画に出演し、またチャンドラーには3つ目の乳首があることが暴露される。ロスはジュリーとまだセックスしていないことを明かし、レイチェルにアドバイスを求める。まだロスに未練があるレイチェルは失敗するように悪いアドバイスをするが、ジョーイのアドバイスによってロスたちは上手くいってしまう。 |               |                                                                          |                          |                                                                             |                |              |                     |
| 29 | 5             | "人生はツラいよ" "The One with Five Steaks and an Eggplant"              | エレン・ギッテルゾーン   | クリス・ブラウン                                                            | 1995年10月19日 | 457304       | 28.3                |
| セクシーな女性の間違い電話を受けたチャンドラーはその状況を利用して彼女に会う。収入が多いロス、チャンドラー、モニカと少ないフィービー、レイチェル、ジョーイは論争し、別々に夜を過ごす。モニカは勤め先のレストランの食肉サプライヤーから「ギフト」を受け取ったためにクビになってしまう。 |               |                                                                          |                          |                                                                             |                |              |                     |
| 30 | 6             | "忘れ物にご用心" "The One with the Baby on the Bus"                      | ゲイル・マンキューソ     | ベッツィ・ボーンズ                                                          | 1995年11月2日  | 457306       | 30.2                |
| ロスはモニカが作ったキウイ・ラム・パイでアレルギーを起こし、チャンドラーとジョーイはロスの息子のベンのシッターを頼まれる。ベンを利用して女の子をナンパしていた2人は誤って赤ん坊をバスに置き去りにしてしまい、迷子センターに迎えに行った彼らは赤ん坊の見分けがつかなくなってしまう。フィービーはセントラル・パークがプロの歌手（クリッシー・ハインド）を雇ったために失業し、カフェの前でストリートシンガーを始める。 |               |                                                                          |                          |                                                                             |                |              |                     |
| 31 | 7             | "逃がした魚は大きい!" "The One Where Ross Finds Out"                     | ピーター・ボナーズ       | マイケル・ボルコウ                                                          | 1995年11月9日  | 457307       | 30.5                |
| 酔っ払ったレイチェルはロスに電話をかけ、留守番電話に彼への想いを残してしまう。電話を聞いたロスは彼女とジュリーを選ばなければならなくなる。モニカはチャンドラーのダイエットに協力する。フィービーはボーイフレンドをセックスに持ち込むのに苦労し、ジョーイにアドバイスを求める。ロスとレイチェルは口論となり、ロスはジュリーと別れないと言う。しかしエピソードの最後でロスとレイチェルはキスをする。 |               |                                                                          |                          |                                                                             |                |              |                     |
| 32 | 8             | "禁断のリスト" "The One with the List"                                   | メアリー・ケイ・プレイス | デヴィッド・クレーン & マルタ・カウフマン                                   | 1995年11月16日 | 457308       | 32.9                |
| ロスは長年想っていたレイチェルと現在の恋人のジュリーのどちらかを選ばなければならず、ジョーイとチャンドラーの助言でそれぞれの長所と短所をリストアップする。彼はレイチェルを選ぶが、彼女はリストを見てロスに腹を立てる。モニカはモコレートという不味い合成チョコレートの代替品を使ってお菓子を作る仕事を得る。 |               |                                                                          |                          |                                                                             |                |              |                     |
| 33 | 9             | "パパをたずねて" "The One with Phoebe's Dad"                             | ケヴィン・S・ブライト    | ジェフ・アストロフ & マイク・シコウィッツ                                   | 1995年12月14日 | 457309       | 27.8                |
| クリスマスの時期にモニカは現金ではなくクッキーをチップとして渡すが、不評を買うこともある。フィービーは祖母から貰った写真の男が実父ではなく額縁のモデルであることを知る。彼女は本当の父親の居所を突き止めるが、まだ会う準備が出来ていないことに気付く。フィービーを待っていたチャンドラーとジョーイはプレゼントを買う時間が無く、ガソリンスタンドの売店で間に合わせる。ロスはレイチェルに自分の欠点リストを作るように頼むが、病的なしつこさを挙げられて傷つく。 |               |                                                                          |                          |                                                                             |                |              |                     |
| 34 | 10            | "二人のロス" "The One with Russ"                                         | トーマス・シュラム       | アイラ・アンジャーライダー                                                  | 1996年1月4日   | 457311       | 32.2                |
| モニカはネアカのボビーとのよりを戻すが、彼は飲酒問題を抱えていた。彼女はボビーを禁酒させるが、それ以来の彼は打って変わってネクラな性格となってしまう。ジョーイはキャスティング担当の女性との枕営業を断った後、『愛の病院日誌』の神経外科医のドレイク・ラモレー医師役を獲得する。レイチェルはロスとそっくりのラスという男と付き合い始める。最終的に彼女は誰かを思い出すと言ってラスを振る。 |               |                                                                          |                          |                                                                             |                |              |                     |
| 35 | 11            | "レズビアン・ウェディング" "The One with the Lesbian Wedding"            | トーマス・シュラム       | ドティ・エイブラムス                                                        | 1996年1月18日  | 457312       | 31.6                |
| キャロルとスーザンは結婚式を挙げることにし、モニカはケータリングを依頼される。フィービーはマッサージの途中で無くなった82歳の老婆に取り憑かれる。レイチェルのもとを母親（マーロ・トーマス）が訪れ、離婚を考えていることを告げられる。 |               |                                                                          |                          |                                                                             |                |              |                     |
| 3637 | 1213          | "スターとデート" "プリティ・ウーマン登場!" "The One After the Superbowl" | マイケル・レンベック     | ジェフ・アストロフ & マイク・シコウィッツマイケル・ボルコウ                 | 1996年1月28日  | 457313457314 | 52.9                |
| ロスはカリフォルニアへの出張中にマルセルに会いに行くが、彼は猿がコマーシャルに出演していることを知る。ジョーイは初めてファンレターを貰い、送り主の女性（ブルック・シールズ）とデートする。彼女は『愛の病院日誌』が本当の出来事だと思い込んでいる精神異常のストーカーであることが判明する。フィービーは男（クリス・アイザック）から図書館で子供たちを相手に歌を聴かせるように頼まれるが、保護者たちは彼女の作った歌詞に抗議する。しかし歌を気に入った子供たちはカフェまで聴きに来る。レイチェルとフィービーは映画の撮影現場で知り合ったジャン＝クロード・ヴァン・ダムとのデートを巡って喧嘩する。チャンドラーは元学友（ジュリア・ロバーツ）と再会し、デートにこぎ着けるが、彼女の目的は彼への仕返しであることが判明する。ジョーイは映画にエキストラとして出演し、マルセルと再開したロスは一緒に街を歩き回る。 |               |                                                                          |                          |                                                                             |                |              |                     |
| 38 | 14            | "極秘ビデオ公開!" "The One with the Prom Video"                          | ジェームズ・バロウズ     | アレクサ・ジャンジ                                                          | 1996年2月1日   | 457310       | 33.6                |
| 『愛の病院日誌』でブレイクを果たしたジョーイはチャンドラーに借金812ドルを返した上に趣味の悪い金のブレスレットを贈る。失業中のモニカは金策に苦労する。モニカとレイチェルの高校のプロムのホームビデオにより、当時のモニカの肥満とレイチェルの太い鼻が判明する。ビデオの中でレイチェルのデート相手が来なかったためにロスはタキシードを着て彼女を誘おうとするが、レイチェルの相手が現れたために階段の上で呆然とするロスが映し出される。ビデオを観たレイチェルは無言で彼にキスをする。 - このエピソードは1997年の『TV Guide』の「100の偉大なエピソード」で100位にランクインした。 |               |                                                                          |                          |                                                                             |                |              |                     |
| 39 | 15            | "ついに二人は・・・?" "The One Where Ross and Rachel...You Know"         | マイケル・レンベック     | マイケル・カーティス & グレゴリー・S・マリンズ                              | 1996年2月8日   | 457315       | 32.9                |
| ジョーイは大型テレビと革のリクライニング・チェアを購入し、その結果彼とチャンドラーは2日間テレビの前の椅子から動けなくなる。モニカは眼科医で両親の友人である魅力的なリチャード・バーク博士（トム・セレック）のケータリングの仕事を受け、その後彼との交際に発展する。ロスとレイチェルは最初の真剣なデートに進もうとする。ロスの仕事の都合で2人は博物館で足止めを食い、そこで初めてセックスをする。 - 初登場したリチャード役のトム・セレックはこのエピソード以降リカーリング・ゲストとなり、2000年にはプライムタイム・エミー賞コメディシリーズゲスト男優賞にノミネートされた。 |               |                                                                          |                          |                                                                             |                |              |                     |
| 40 | 16            | "ジョーイの家出" "The One Where Joey Moves Out"                          | マイケル・レンベック     | ベッツィ・ボーンズ                                                          | 1996年2月15日  | 457316       | 31.1                |
| ジョーイはチャンドラーのアパートから新しい部屋への引っ越しを決める。モニカはリチャードとの交際を両親に明かすのに苦労する。レイチェルとフィービーはタトゥーを入れに行き、フィービーは断念し、レイチェルはハートを入れる。 |               |                                                                          |                          |                                                                             |                |              |                     |
| 41 | 17            | "新しいルームメイト" "The One Where Eddie Moves In"                      | マイケル・レンベック     | アダム・チェイス                                                            | 1996年2月22日  | 457317       | 30.2                |
| フィービーはレコードプロデューサーにスカウトされ、自作の曲「猫はくちゃい」のビデオを撮るが、より歌唱力のある（がビジュアルが良くない）別の女性の声に密かに差し替えられていることが判明する。ロスがレイチェルと交際し始めたことによりモニカの部屋に入り浸るようになり、モニカは不快感を抱く。ジョーイはチャンドラーの部屋に戻りたがるが、チャンドラは既にエディーという新しいルームメイトを迎えている。だがエディーはジョーイのように付き合いが良くない（フーズボールで遊ばず、『ベイウォッチ』も観ない）ため、チャンドラーもまたジョーイが恋しくなる。 |               |                                                                          |                          |                                                                             |                |              |                     |
| 42 | 18            | "初めてのケンカ" "The One Where Dr. Ramoray Dies"                        | マイケル・レンベック     | 原案: アレクサ・ジャンジ 脚本: マイケル・ボルコウ                           | 1996年3月21日  | 457318       | 30.1                |
| ジョーイはインタビューで自分の台詞を勝手に変えていることを明かしたために脚本家の怒りを買い、彼のキャラクターはエレベーター・シャフトから転落死する展開を迎えたために番組降板となる。フィービーはチャンドラーとエディーの中を取り持とうとするが失敗し、チャンドラーは悩む。モニカとリチャード、ロスとレイチェルは互いの恋愛歴を巡って論争する。 |               |                                                                          |                          |                                                                             |                |              |                     |
| 43 | 19            | "元のさやに戻ろう!" "The One Where Eddie Won't Go"                       | マイケル・レンベック     | マイケル・カーティス & グレゴリー・S・マリンズ                              | 1996年3月28日  | 457319       | 31.2                |
| チャンドラーは新しいルームメイトのエディーが夜な夜な枕元に立っているのに気付き、ついに退出を要求する。エディーは口では同意するも、出て行く気配が無い。また彼は行ってもいないチャンドラーとのラスベガス旅行のことを語り出すといった異常な一面を見せ出す。ジョーイは番組を降ろされたことによるライフスタイルの変化に戸惑う。女性陣は女性のエンパワーメントに関する本に没頭する。ジョーイはチャンドラーと仲直りして元のアパートに戻り、エディーは初めから住んでいなかったと思い込ませることで追い出される。 |               |                                                                          |                          |                                                                             |                |              |                     |
| 44 | 20            | "おとぎ話のウソ" "The One Where Old Yeller Dies"                         | マイケル・レンベック     | 原案: マイケル・カーティス & グレゴリー・S・マリンズ 脚本: アダム・チェイス | 1996年4月4日   | 457320       | 27.4                |
| フィービーは『黄色い老犬』を初めて最後まで鑑賞したことで世界観が一変する。彼女は母親に結末を見せて貰えなかった映画を全て見返して落ち込む。リチャードがジョーイとチャンドラーと仲良くし出すとモニカは嫉妬する。しかしながらジョーイとチャンドラーは高齢のリチャードをただの仲間ではなく父親のような存在としていて考えていたことを明かす。レイチェルはロスが人生のずっと先まで計画していることを知り、ストレスを感じる。 |               |                                                                          |                          |                                                                             |                |              |                     |
| 45 | 21            | "ソファーはゆずれない!" "The One with the Bullies"                       | マイケル・レンベック     | ブライアン・バックナー & セバスチャン・ジョーンズ                           | 1996年4月25日  | 457321       | 24.7                |
| チャンドラーとロスはセントラル・パークで2人組の嫌な男と出会い、チャンドラーは帽子を盗られる。所持金が残り少なくなったモニカは株に手を出し始める。フィービーは実父のもとを訪ねるが彼は4年前から失踪中であり、代わりに異母姉弟のフランク・ブッフェ・Jrと知り合う。モニカは最終的に株で失敗し、ムーンダンスダイナーでの就労を余儀なくされ、変な衣裳を着てヴィレッジ・ピープルの歌に合わせてカウンターで踊る。 |               |                                                                          |                          |                                                                             |                |              |                     |
| 46 | 22            | "ダブル・パーティー騒動" "The One with the Two Parties"                  | マイケル・レンベック     | アレクサ・ジャンジ                                                          | 1996年5月2日   | 457322       | 25.5                |
| レイチェルの誕生日が間近に迫るとモニカは彼女のために上品なパーティーを計画する。レイチェルの両親は離婚を決められず揉めており、既に母親のサンドラが来ているので父親を招待しないと決める。しかしレイチェルの父親のグリーン医師が突然訪問したためにチャンドラーとジョーイは彼を妻から遠ざけるために自室で即興のパーティを開催する。ロスはグリーン医師のためにモニカの部屋に物を取りに行くのに奮闘し、それを見たサンドラはレイチェルが父親に似た男と付き合っていると誤解する。モニカのパーティの参加者は彼女の退屈なゲームと厳格な几帳面さに疲れ、ジョーイとチャンドラーの緩いパーティの方に逃げ出す。いくつかのピンチがあったものの、6人は夫婦を鉢合わせることなくパーティを終える。 |               |                                                                          |                          |                                                                             |                |              |                     |
| 47 | 23            | "水ぼうそうでおジャン?" "The One with the Chicken Pox"                   | マイケル・レンベック     | ブラウン・マンデル                                                          | 1996年5月9日   | 457324       | 26.1                |
| フィービーのもとに恋人で軍人のライアン（チャーリー・シーン）が休暇でやってくるが、彼女はちょうど水ぼうそうにかかってしまう。彼はまだ水ぼうそうにかかったことがなかったために感染する可能性があったが、結局離れることができなかったので2人とも病気になって休暇を過ごす。ジョーイはチャンドラーのオフィスでの仕事を得て架空の妻子持ちの人物ジョセフとして働くが、結果、チャンドラーを困らせることとなる。モニカはリチャードには神経質な自分のように固執する物がないことに苛立つ。リチャードは彼女の心を和らげるために1つを思いつく。 |               |                                                                          |                          |                                                                             |                |              |                     |
| 48 | 24            | "元カレの結婚式で・・・" "The One with Barry and Mindy's Wedding"        | マイケル・レンベック     | 原案: アイラ・アンガーライダー 脚本: ブラウン・マンデル                     | 1996年5月16日  | 457323       | 29.0                |
| レイチェルは元婚約者の結婚式で新婦の付き添い人を務めるが、衣裳で失敗して注目を浴びてしまう。ジョーイはウォーレン・ベイティの新作の役を得るために男性とのキスの練習する必要に迫られる。モニカはリチャードとの将来を真剣に考え、一方でチャンドラーはインターネット上で恋に落ちた謎の女性が元恋人のジャニスであったことを知る。モニカは子供を望んでいたが、リチャードの本心はそうではなかったために2人は別れる。 |               |                                                                          |                          |                                                                             |                |              |                     |

## レイティング
| No. in シリーズ | No. in シーズン | エピソード                             | 放送日         | 放送枠 (EST)    | レイティング/シェア (18-49) | 視聴者数 (百万) | 週間 順位 | 参照  |
| --------------- | --------------- | -------------------------------------- | -------------- | --------------- | --------------------------- | --------------- | --------- | ----- |
| 25              | 1               | ロスの新しい恋人                       | 1995年9月21日  | 木曜 8:00 p.m.  | 20.5/33                     | 32.1            | 3         | [ 3 ] |
| 26              | 2               | 父とおチチ                             | 1995年9月28日  | 木曜 8:00 p.m.  | 19.3/31                     | 29.8            | 4         | [ 3 ] |
| 27              | 3               | 迷惑な遺産相続                         | 1995年10月5日  | 木曜 8:00 p.m.  | 19.8/31                     | 30.2            | 3         | [ 3 ] |
| 28              | 4               | フィービーが電撃結婚!?                 | 1995年10月12日 | 木曜 8:00 p.m.  | 19.3/31                     | 28.1            | 3         | [ 3 ] |
| 29              | 5               | 人生はツラいよ                         | 1995年10月19日 | 木曜 8:00 p.m.  | 18.6/30                     | 28.3            | 4         | [ 3 ] |
| 30              | 6               | 忘れ物にご用心                         | 1995年11月2日  | 木曜 8:00 p.m.  | 19.7/30                     | 30.2            | 3         | [ 3 ] |
| 31              | 7               | 逃がした魚は大きい!                    | 1995年11月9日  | 木曜 8:00 p.m.  | 19.6/31                     | 30.5            | 4         | [ 3 ] |
| 32              | 8               | 禁断のリスト                           | 1995年11月16日 | 木曜 8:00 p.m.  | 21.1/33                     | 32.9            | 3         | [ 3 ] |
| 33              | 9               | パパをたずねて                         | 1995年12月14日 | 木曜 8:00 p.m.  | 18.8/30                     | 27.8            | 3         | [ 3 ] |
| 34              | 10              | 二人のロス                             | 1996年1月4日   | 木曜 8:00 p.m.  | 21.0/31                     | 32.2            | 3         | [ 3 ] |
| 35              | 11              | レズビアン・ウェディング               | 1996年1月11日  | 木曜 8:00 p.m.  | 20.8/31                     | 31.6            | 1         | [ 3 ] |
| 36              | 12              | スターとデート プリティ・ウーマン登場! | 1996年1月28日  | 日曜 10:13 p.m. | 29.6/46                     | 52.9            | 4         | [ 3 ] |
| 37              | 13              | スターとデート プリティ・ウーマン登場! | 1996年1月28日  | 日曜 10:13 p.m. | 29.6/46                     | 52.9            | 4         | [ 3 ] |
| 38              | 14              | 極秘ビデオ公開!                        | 1996年2月1日   | 木曜 8:00 p.m.  | 21.7/32                     | 33.6            | 3         | [ 3 ] |
| 39              | 15              | ついに二人は・・・?                    | 1996年2月8日   | 木曜 8:00 p.m.  | 21.7/33                     | 32.9            | 3         | [ 3 ] |
| 40              | 16              | ジョーイの家出                         | 1996年2月15日  | 木曜 8:00 p.m.  | 21.1/33                     | 31.1            | 3         | [ 3 ] |
| 41              | 17              | 新しいルームメイト                     | 1996年2月22日  | 木曜 8:00 p.m.  | 20.0/31                     | 30.2            | 3         | [ 3 ] |
| 42              | 18              | 初めてのケンカ                         | 1996年3月21日  | 木曜 8:00 p.m.  | 19.9/21                     | 30.1            | 1         | [ 3 ] |
| 43              | 19              | 元のさやに戻ろう!                      | 1996年3月28日  | 木曜 8:00 p.m.  | 20.0/32                     | 31.2            | 4         | [ 3 ] |
| 44              | 20              | おとぎ話のウソ                         | 1996年4月4日   | 木曜 8:00 p.m.  | 18.4/31                     | 27.4            | 4         | [ 3 ] |
| 45              | 21              | ソファーはゆずれない!                  | 1996年4月26日  | 木曜 8:00 p.m.  | 16.6/30                     | 24.7            | 5         | [ 3 ] |
| 46              | 22              | ダブル・パーティー騒動                 | 1996年5月2日   | 木曜 8:00 p.m.  | 18.0/33                     | 25.5            | 4         | [ 3 ] |
| 47              | 23              | 水ぼうそうでおジャン?                  | 1996年5月9日   | 木曜 8:00 p.m.  | 18.1/33                     | 26.1            | 3         | [ 3 ] |
| 48              | 24              | 元カレの結婚式で・・・                 | 1996年5月16日  | 木曜 8:00 p.m.  | 19.1/34                     | 29.0            | 4         | [ 3 ] |

## 受賞とノミネート
| 賞                                             | 部門                                              | 候補者 | 候補者 | 結果       |
| ---------------------------------------------- | ------------------------------------------------- | --- | --- | ---------- |
| アメリカン・コメディ賞                         | テレビシリーズ助演男優賞                          | マシュー・ペリー | マシュー・ペリー | ノミネート |
| アメリカン・コメディ賞                         | テレビシリーズ助演男優賞                          | デヴィッド・シュワイマー | デヴィッド・シュワイマー | ノミネート |
| アメリカン・コメディ賞                         | テレビシリーズ助演女優賞                          | ジェニファー・アニストン | ジェニファー・アニストン | ノミネート |
| アメリカン・コメディ賞                         | テレビシリーズ助演女優賞                          | リサ・クドロー | リサ・クドロー | ノミネート |
| GLAADメディア賞                                | テレビコメディシリーズ賞                          | N/A | N/A | ノミネート |
| ゴールデングローブ賞                           | テレビシリーズ作品賞 (コメディ・ミュージカル部門) | N/A | N/A | ノミネート |
| ゴールデングローブ賞                           | テレビ助演女優賞                                  | リサ・クドロー | リサ・クドロー | ノミネート |
| キッズ・チョイス・アワード                     | 動物スター賞                                      | 猿のマルセル | 猿のマルセル | ノミネート |
| プライムタイム・エミー賞                       | コメディシリーズ賞                                | N/A | N/A | ノミネート |
| プライムタイム・エミー賞                       | コメディシリーズ監督賞                            | マイケル・レンベック | "The One After the Superbowl"                                                                                                  | 受賞       |
| プライムタイム・エミー賞                       | コメディシリーズゲスト女優賞                      | マーロ・トーマス | 「レズビアン・ウェディング」                                                                                                   | ノミネート |
| 全米映画俳優組合賞                             | コメディシリーズ女優賞                            | リサ・クドロー | リサ・クドロー | ノミネート |
| 全米映画俳優組合賞                             | コメディシリーズアンサンブル賞                    | ジェニファー・アニストン、コートニー・コックス、リサ・クドロー、マット・ルブランク、マシュー・ペリー、デヴィッド・シュワイマー | ジェニファー・アニストン、コートニー・コックス、リサ・クドロー、マット・ルブランク、マシュー・ペリー、デヴィッド・シュワイマー | 受賞       |
| ビュワーズ・フォー・クオリティ・テレビジョン賞 | コメディシリーズ賞                                | N/A | N/A | ノミネート |
| ビュワーズ・フォー・クオリティ・テレビジョン賞 | コメディシリーズ助演女優賞                        | リサ・クドロー | リサ・クドロー | ノミネート |